# Cyril Toumanoff
Kníže Cyril Leo Toumanoff (rusky Кирилл Львович Туманов / Kyrill Lvovič Tumanov, 13. října 1913, Petrohrad – 4. února 1997, Řím) byl ruský šlechtic z gruzínského knížecího rodu Tumanovovů. Působil jako historik a genealog se specializací na historii a genealogii středověké Gruzie, Arménie, Íránu a Byzantské říše. Jeho díla významně ovlivnila západní povědomí o oblasti středověkého Kavkazu. 

## Život
Kyrill Lvovič Tumanov se narodil v Petrohradě do rodiny vojenského důstojníka ruské carské armády Lva Tumanova a jeho manželky Jelizavety Ždanovové, která byla potomkem několika ruských šlechtických rodů s vazbami na západoevropskou šlechtu. Jeho otec byl potomkem knížecího rodu Tumanišviliů (Tumanovové) z Gruzie,  jehož předkové se v 15. století vystěhovali z původní vlasti v Kilikijské Arménii.
Rod je zapsán na seznamu gruzínských knížat, který byl připojen k Georgijevské smlouvě uzavřené mezi gruzínským králem Ereklem II. a ruskou carevnou Kateřinou II. v roce 1783. 
Dne 6. prosince 1850 byli Tumanišviliové oficiálně zapsáni na seznam gruzínských knížecích rodů Ruské říše jako knížata (kňazi) Tumanovové.

### Kariéra
Rodina Tumanovových v roce 1917 uprchla před bolševickou revolucí. V době ruské občanské války se jeho otec připojil k bílému hnutí, matku zavraždili bolševici. Kyrill Tumanov žil zpočátku u svých prarodičů z matčiny strany v Astrachani, než v roce 1928 s otcem utekl do Spojených států. V roce 1931 vystudoval biskupskou chlapeckou školu v Lenoxu ve státě Massachusetts a odešel na Harvard. Poté studoval armenologii v Bruselu u Nicholase Adontze a gruzínštinu v Berlíně u Michaela Tsereteliho. Během těchto let Tumanov konvertoval k římskému katolicismu, čemuž následovala roztržka s otcem, který vyznával pravoslaví. Usmířili v roce 1943 u otcovy smrtelné postele.
Kyrill Tumanov získal doktorát na Georgetownské univerzitě, kde v roce 1943 přijal pozici, kterou zastával až do svého odchodu do penze v roce 1970 jako emeritní profesor historie. Poté se přestěhoval do Říma.
Tumanov se jako historik specializoval na šlechtické a dynastické otázky. 
KRoma toho byl také rytířem Suverénního vojenského řádu Maltézských rytířů. Po přijetí řeholních slibů se stal známým jako Fra Cyril. Stal se vysokým historickým poradcem, poté velmistrem  a v letech 1988–1996 byl po Karlu Eduardu z Paaru zvolen velkopřevorem české komendy Maltézských rytířů se sídlem v Římě. Po Tumanovovi pak byl v letech 1996–2002 českým velkopřevorem hrabě Jindřich František Schlik. 
Kyrill Lvovič Tumanov zemřel 4. února 1997 v Římě ve věku 83 let. Je pohřben v kapli maltézských rytířů v Campo Verano v Římě.